# داگمارا دومینچیک
داگمارا دومینچیک (لهستانی: Dagmara Domińczyk؛ زادهٔ ۱۷ ژوئیهٔ ۱۹۷۶) یک هنرپیشه و نویسنده لهستانی-آمریکایی است. وی از سال ۱۹۹۹ میلادی تاکنون مشغول فعالیت بوده‌است.

## گزیدهٔ آثار

### سینما
- ستاره راک (۲۰۰۱)
- کنت مونت کریستو (۲۰۰۲)
- دویدن با قیچی (۲۰۰۶)
- حرف (۲۰۱۲)
- جک استرانگ (۲۰۱۴)

### تلویزیون
- امپراتوری بوردواک (۲۰۱۴)
- مظنون (۲۰۱۲)
- سوتس (۲۰۱۱)
- همسر خوب (۲۰۱۱)
- ۲۴ (۲۰۰۵)
- قانون و نظم: واحد قربانیان ویژه (۲۰۰۳)